# Die Frau im Himmel
Pour plus de détails, voir Fiche technique et Distribution.
Die Frau im Himmel (en français La Femme au paradis) est un film muet allemand réalisé par Johannes Guter sorti en 1920.

## Synopsis
Du temps de la Russie tsariste. Le fils d'un grand-prince au pouvoir impitoyable et à la main dure aime Tatiana. Elle, fille d'un simple homme de la campagne, est emmenée par l'entourage du grand-prince à Saint-Pétersbourg, où Tatiana mène bientôt une brillante carrière de danseuse.
Mais ensuite le père apprend par sa femme à l'agonie qu'elle l'a trompé il y a des années avec le prince, qui est aussi le père de leur deuxième enfant, Feodor, l'idiot du village.
Poussé par une colère débridée, le père de Tatiana veut désormais se venger de toute la famille princière et appelle les agriculteurs opprimés de la région à le suivre jusqu'au château. Une grande fête s'y déroule, où séjournent le fils du prince et Tatiana et où la jeune danseuse est censée ravir les invités avec ses talents. S'ensuit une rencontre mémorable et terrible, à la fin de laquelle Tatiana est tuée par son demi-frère fou.

## Fiche technique
- Titre original : Die Frau im Himmel
- Réalisation : Johannes Guter
- Scénario : Walter C. F. Lierke, Johannes Guter
- Direction artistique : Franz Seemann
- Photographie : Willy Schwaebl
- Production : Erich Pommer
- Société de production : Decla-Bioskop
- Société de distribution : Decla-Bioskop
- Pays de production :  République de Weimar
- Langue : Allemand
- Format : Noir et blanc - 1,33:1 - mono - 35 mm
- Genre : Drame
- Durée : 75 minutes
- Date de sortie :
  - République de Weimar : 23 août 1920.

## Distribution
- Lil Dagover : Tatiana
- Werner Krauss : son père
- Lothar Müthel : Feodor
- Alfred Abel : le maître d'école
- Robert Scholz (de)
- Hans Brockmann (de)
- Julius Brandt
- Helene Burger
- Hermine Straßmann-Witt
- Auguste Prasch-Grevenberg